# Sowriemiennik

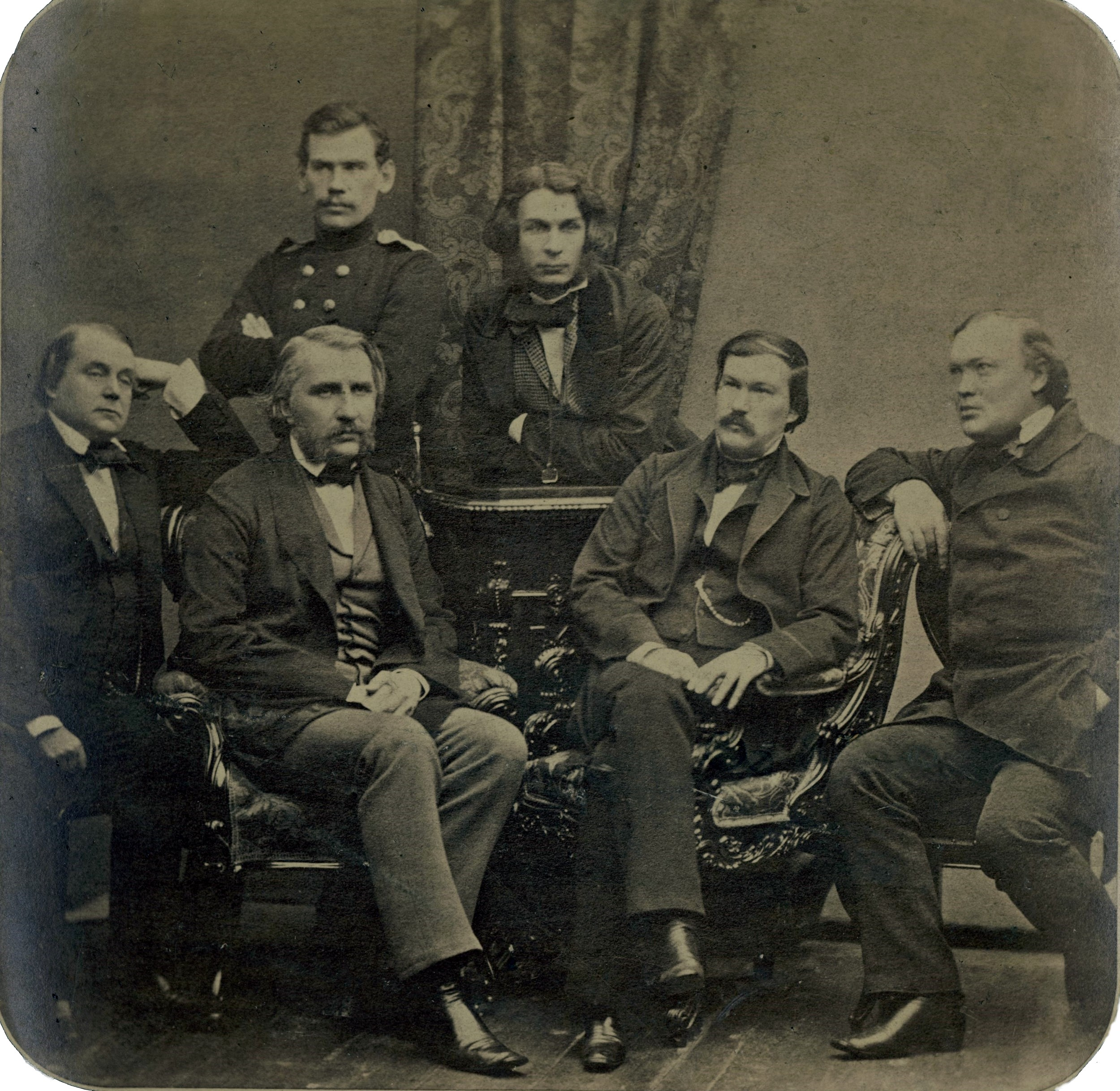
Kolegium redakcyjne „Sowriemiennika” w 1856 r., widoczni m.in. Lew Tołstoj i Iwan Turgieniew.

Sowriemiennik (ros. Современник „Współcześnik”) – rosyjskie czasopismo literacko-społeczne, wydawane w Petersburgu z przerwami w latach 1836–1866. Do 1843 r. był kwartalnikiem, później miesięcznikiem. Założone i prowadzone przez Puszkina, a po jego śmierci przez Piotra Pletniowa. 
Publikował nowe utwory czołowych rosyjskich poetów i prozaików, zwłaszcza o poglądach liberalnych lub umiarkowanych, a w końcowym etapie istnienia umiarkowanie radykalnych. W pierwszym okresie istnienia (do 1846 r.) zamieścił pierwsze wydania licznych wierszy Puszkina, ale także Gogola, Wasilija Żukowskiego, Piotra Wiaziemskiego, Władimira Odojewskiego.
W 1846 r., z powodu trudności finansowych, Pletniow sprzedał pismo Niekrasowowi i Panajewowi, którzy w styczniu następnego roku reaktywowali czasopismo. Czołową postacią nowej redakcji stał się Wissarion Bielinski, nie tylko z racji swych recenzji literackich, ale przede wszystkim jako ideolog pisma. Z nową redakcją aktywnie współpracowali i wydawali tu swoje utwory Turgieniew, Hercen, Iwan Gonczarow, publikował tu też Lew Tołstoj. Wydawano wówczas także liczne tłumaczenia pisarzy zachodnioeuropejskich. Ostatni etap istnienia Sowriemiennika wiąże się z radykalizacją polityczną (socjalistyczną) redakcji pod kierunkiem Czernyszewskiego (od 1853), a zwłaszcza Nikołaja Dobrolubowa (od 1856), co doprowadziło do odejścia bardziej umiarkowanych współpracowników, m.in. Tołstoja i Turgieniewa. Wśród znanych twórców tego okresu, z redakcją zaczął współpracować Michaił Sałtykow-Szczedrin. 
W latach 60. radykalizacja pisma doprowadziła do aresztów redaktorów, co było jedną z przyczyn upadku pisma i jego ostatecznego rozwiązania.